# Operazione Kalbajar
L'operazione Kalbajar (in azero Kəlbəcər əməliyyatı), è stata un'offensiva militare lanciata dalle forze armate azere alla fine del 1993 sulle forze alleate armene, sull'esercito armeno e sull'autoproclamata Repubblica secessionista del Nagorno Karabakh, per il controllo di Kalbajar, durante il culmine del prima guerra del Nagorno Karabakh.
Nel marzo 1992, le forze armene presero per la prima volta il controllo del corridoio di Lachin, un passaggio stretto e montuoso che collega l'Armenia al Nagorno Karabakh, con l'unica altra strada principale che passa attraverso la catena montuosa del Murov. Poi si spinsero verso Agdaban. Le forze armene lanciarono un'offensiva su Kalbajar un anno dopo e occuparono completamente la regione nell'aprile 1993. Catturarono un picco strategico, il monte Murovdagh, il più alto del Karabakh. Questi sviluppi causarono disordini politici all'interno dell'Azerbaigian. Il comandante militare azero Surət Hüseynov marciò da Ganja a Baku nell'estate del 1993, per deporre l'allora presidente dell'Azerbaigian, Abulfaz Elchibey. L'ex leader sovietico Heydar Aliyev assunse il potere e nominò Hüseynov primo ministro del paese. Gli armeni furono facilmente in grado di spingersi oltre e catturare diverse città durante questo periodo, e Aliyev giurò di riprendersi i territori perduti.
Le forze azere, oltre tremila soldati del 701ª Divisione di fanteria motorizzata Kalbajar, lanciò l'offensiva il 15 dicembre, in alta quota e in condizioni invernali rigide, che portarono alcuni comandanti a opporsi all'operazione. Dopo l'azione portata avanti e indietro, gli azeri superarono la catena del Murov a metà gennaio 1994. Riuscirono a tagliare la strada Vardenis-Martakert e avanzarono verso la strada Kalbajar-Martakert-Lachin. Gli armeni furono colti alla sprovvista e l'offensiva inizialmente incontrò poca resistenza, con le forze armene che si ritirarono più in profondità nella regione. A febbraio, le forze azere si avvicinarono a Kalbajar. L'offensiva prese una svolta e le forze armene furono in grado di riorganizzarsi e lanciare una controffensiva con un gran numero di truppe. Furono inoltre in grado di tagliare la strada che passava attraverso il passo Omar e assediare le forze azere. Gli azeri furono presi dal panico e dovettero ritirarsi attraverso un aspro terreno montuoso e un clima letale. Entro il 20 febbraio, le forze azere furono in grado di ritirarsi nelle loro posizioni originali, ad eccezione di due battaglioni, che furono circondati dalle forze armene e sottoposti a pesanti bombardamenti.
L'offensiva è il singolo scontro militare più mortale della guerra, in cui sia le forze armene che quelle azere subirono pesanti perdite. Secondo il giornalista britannico Thomas de Waal durante l'offensiva furono uccisi, nel complesso, più di seimila militari. Molti soldati azeri, mal preparati per le condizioni invernali, morirono di congelamento o a causa delle valanghe. L'alto numero di vittime aprì la strada alla firma dell'accordo di Biškek ponendo fine alla guerra. Le autorità azere tennero segreto il numero delle vittime e non è ancora noto chi abbia dato l'ordine di lanciare un'offensiva in inverno.

## Contesto
Kalbajar è una delle regioni più vaste e montuose dell'Azerbaigian, circondata dalla catena del Murov, costituita principalmente da fitte foreste, fiumi e sorgenti. Storicamente, l'allevamento e l'agricoltura dominavano l'economia della regione. Le autorità sovietiche fecero della regione un distretto amministrativo nell'agosto 1930 e scelsero la città di Kalbajar come centro amministrativo. La regione confina con Vardenis in Armenia a ovest, Dashkasan e Khanlar a nord, Goranboy e Shahumyan a nord-est, Martakert, nota agli azeri come Aghdara, a est, Askeran a sud-est e Lachin al Sud. È racchiusa tra l'Armenia e il Nagorno Karabakh e si trova al di fuori dell'Oblast' Autonoma del Nagorno Karabakh. Con una popolazione di circa 60 000 abitanti, la regione era costituita da diverse decine di villaggi, per lo più popolati da azeri e curdi. È ricca di giacimenti di oro e cromo ed è nota per i suoi sanatori di acqua minerale curativa
Durante l'era sovietica, l'Oblast' autonoma all'interno dell'Azerbaigian sovietico governava la regione del Nagorno Karabakh popolata prevalentemente da armeni. Con il crollo dell'Unione Sovietica alla fine degli anni '80, riemerse la questione dello status della regione e il 20 febbraio 1988, il parlamento dell'Oblast' Autonoma del Nagorno-Karabakh approvò una risoluzione che richiedeva il trasferimento dell'oblast dall'RSS Azera alla RSS Armena. L'Azerbaigian respinse più volte la richiesta, e la violenza etnica iniziò poco dopo con una serie di pogrom tra il 1988 e il 1990 contro gli armeni a Sumgait, Ganja e Baku e contro gli azeri a Gugark e Stepanakert. A seguito della revoca dello status di autonomia del Nagorno Karabakh, si tenne nella regione un referendum sull'indipendenza nel dicembre 1991. La popolazione azera, che allora costituiva circa il 22,8% della popolazione della regione, boicottò il referendum. Il 99,8% dei partecipanti votò a favore. All'inizio del 1992, in seguito alla dissoluzione dell'Unione Sovietica, la regione precipitò in una vera e propria guerra.

### Preludio
Le forze armene lanciarono un'offensiva il 18 maggio 1992 per prendere la città di Lachin, conquistando così il controllo dello stretto e montuoso corridoio di Lachin, una strada chiave che collega Goris nella provincia di Syunik, nel sud dell'Armenia, a Stepanakert, la capitale regionale degli armeni nel Nagorno Karabakh; l'unica altra strada principale che collega l'Armenia al Nagorno Karabakh passa attraverso la catena del Murov. La città stessa era scarsamente sorvegliata e il giorno successivo le forze armene avevano preso il controllo della città e l'avevano rasa al suolo. Tutti i 7 800 dei suoi originari cittadini azeri e curdi divennero rifugiati a seguito delle deportazioni forzate.

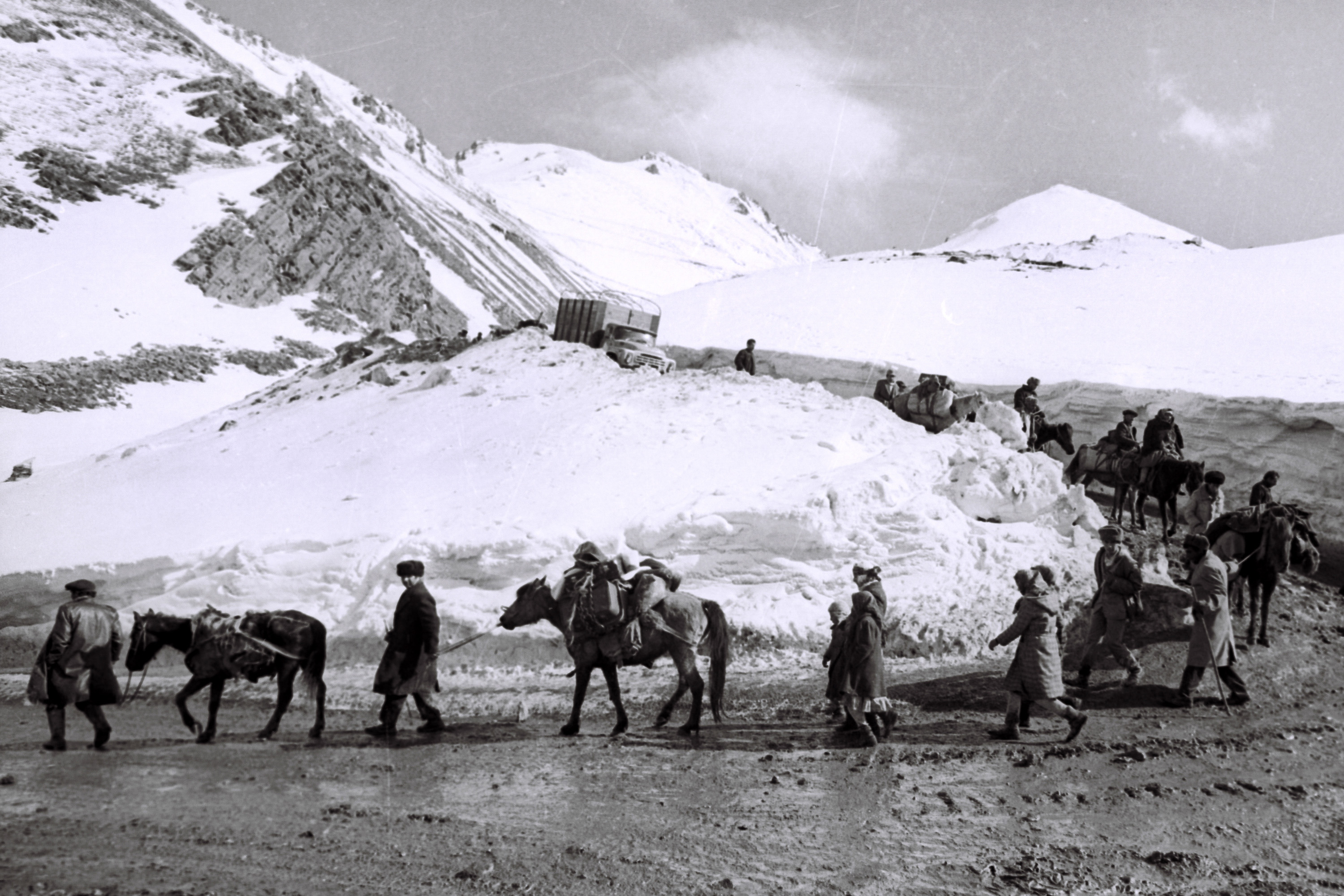
Rifugiati azeri in fuga da Kalbajar attraverso la catena di Murov.

Il 1993 fu un anno difficile per l'Azerbaigian. Le forze armene lanciarono un'offensiva a Kalbajar a marzo e occuparono completamente la regione in aprile, ottenendo il controllo della vetta più alta dell'intero Karabakh, il monte Murovdagh. L'avanzata armena a Kalbajar fu condotta con numerose violazioni delle regole di guerra, tra cui l'esodo forzato della sua popolazione civile, sparatorie indiscriminate e presa di ostaggi. Durante la battaglia, furono uccisi oltre 500 civili azeri e più di 60 mila rimasero sfollati. Il 30 aprile, il Consiglio di sicurezza delle Nazioni Unite (UNSC) approvò la risoluzione 822, chiedendo l'immediata cessazione di tutte le ostilità e il ritiro di tutte le forze di occupazione da Kalbajar. In seguito a ciò, all'inizio di giugno, Surət Hüseynov, un comandante militare azero, frustrato da ciò che riteneva fosse l'incompetenza e la degradazione dell'allora presidente azero Abulfaz Elchibey, si ribellò e marciò dalla sua base a Ganja verso Baku. Durante questo tumulto politico, gli azeri persero Martakert, Aghdam, Jabrayil, Fuzuli, Gubadly e Zangilan. Elchibey si dimise dall'incarico il 18 giugno e l'allora parlamentare ed ex leader sovietico Heydar Aliyev prese il potere. Il 1º luglio, Hüseynov venne nominato primo ministro dell'Azerbaigian. In autunno, le forze armene furono fermate mentre avanzavano verso la città di Beylagan. Come presidente ad interim, Aliyev sciolse 33 battaglioni volontari del Fronte popolare azero di Elchibey, che riteneva politicamente inaffidabile. Diede la colpa al precedente governo per i fallimenti nella guerra e promise di riprendersi i territori perduti. Per compensare i battaglioni volontari, reclutò rapidamente e in modo controverso un esercito di giovani coscritti. In ottobre e novembre furono approvate due successive risoluzioni dell'UNSC sul conflitto del Nagorno Karabakh, la 874 e la 884, riconoscendo il Nagorno Karabakh come regione dell'Azerbaigian.

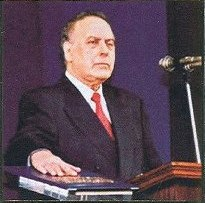
Aliyev durante il suo insediamento.

Aliyev fece appello agli esperti militari di etnia azera nelle ex repubbliche sovietiche, con molti ufficiali, la maggior parte dei quali erano veterani della guerra sovietico-afghana, che vennero in aiuto del paese. Questo e la mobilitazione a livello nazionale aumentarono la forza militare dell'Azerbaigian. Il governo azero aveva evacuato i civili che vivevano nella regione prima dell'offensiva. Le operazioni dovevano continuare ad un'altitudine di 2 500-3 000 metri sul livello del mare. Il piano era molto pericoloso, poiché la regione era colpita da un clima rigido, con forti nevicate, forti venti e pericolose valanghe. Per questo motivo, molti comandanti non appoggiarono l'operazione. La maggior parte dei soldati coinvolti nell'operazione era composta da nuove reclute. L'esercito azero progettò di lanciare un'offensiva dalla catena di Murov, tagliando la strada Vardenis-Martakert. Doveva quindi catturare la città di Kalbajar, spostandosi più in profondità nel distretto di Kalbajar, e allo stesso tempo spingersi da Tartar, circondando così le truppe armene.

### Confronto di forze
La 701ª brigata azera motorizzata di fucilieri effettuò l'offensiva. La brigata era composta da un totale di 3 500 militari. Il suo comandante era il tenente colonnello Valeh Rafiyev, il capo di stato maggiore era il tenente colonnello Eldar Hasanov e il capo delle operazioni era il maggiore Gorkhmaz Garayev. La brigata era composta da sei battaglioni:
- 1º Battaglione azero, guidato da Gurban Gurbanov
- 2º Battaglione azero, guidato da Habib Shabanov
- 3º Battaglione azero, guidato da Balay Nasibov
- 4º Battaglione azero, guidato da Hafiz Mammadov
- 5º Battaglione azero, guidato da Garay Asadov
- 6º Battaglione azero, guidato da Vali Bayramov

Distretto di Kalbajar mostrato all'interno delle divisioni amministrative odierne dell'Azerbaigian.

All'inizio di febbraio 1994, il gruppo centrale di autodifesa del Nagorno Kaabakh era guidato dal capo di stato maggiore delle forze armate armene, il tenente generale Hrach Andresyan. Le forze armene solo nel sud erano costituite da più di 2 000 militari. L'intero gruppo dell'esercito era costituito da diversi reggimenti e battaglioni:
- Reggimento di Stepanakert, guidato da Levon Mnatsakanyan
- Autodifesa del distretto di Askeran, guidata da Vitaly Balasanyan
- 35º Battaglione di autodifesa, guidato da Arshavir Garamyan
- 42º Battaglione di Autodifesa, guidato da Arkady Shirinyan
- 43º Battaglione di Autodifesa, guidato da Ilich Baghryan
- 77º Battaglione di autodifesa, guidato da Petros Gevondyan

Inoltre, il NKR era assistito dalle unità delle forze armate armene, che consistevano in:
- 555º Reggimento Motorizzato di Fucileri di Vardenis.
- 7º Battaglione del Genio di Gyumri.
- 9º Battaglione del Genio Etchmiadzin.

Diversi comandanti azeri affermarono anche che le forze armene erano supportate dall'artiglieria russa durante la loro controffensiva.

## Offensiva

### Attraversamento del Murov
L'operazione militare iniziò con un'offensiva azera nel dicembre 1993 lungo l'intero fronte settentrionale, che avanzò dalla catena montuosa del Murov. Il 3º battaglione azero, avanzando da Alakhanchally e Zivlan, si mosse verso il Murov. Il 5º battaglione, guidato da Garay Asadov, lanciò l'operazione Meydanchay il 28 dicembre, dirigendosi verso la pianura di Meydan, nella catena del Murovdagh. Si spostò di notte sul monte Koroghlu, dal lato destro del passo Guzgu, per porsi dietro le linee armene, posizionandosi vicino Yanshag e Zallar il 1º gennaio 1994, dopo aver eliminato le forze armene. Il 3º battaglione azero attaccò il passo Omar, prendendo il controllo dell'area e infliggendo vittime ai coscritti armeni non addestrati del reggimento Vanadzor. Attraversò il passo e attaccò il monte. La postazione militare armena sulla collina fu in grado di sopprimere il movimento principale delle forze azere. Tuttavia, le forze azere presero presto il controllo della collina, respingendo gli armeni. Il 2° e il 3° battaglioni azeri furono trasferiti nella pianura di Meydan e, insieme al 5º battaglione, attaccarono le forze armene alle spalle. Le forze armene si ritirarono presto. Successivamente, l'esercito azero ripulì il passo Omar dalle mine antiuomo e stabilì una zona di difesa del battaglione nella pianura di Meydan.
Il 2 gennaio, il 3º battaglione azero catturò Bozlu, Babashlar e Takagaya dopo pesanti combattimenti. Contemporaneamente, il 2º battaglione azero lanciò un attacco a Yanshag ma fallendo. Le forze armene in seguito contrattaccarono e riconquistarono i villaggi perduti. Il 3º battaglione si ritirò nelle sue precedenti posizioni nel distretto di Dashkasan per evitare di essere assediato. Il 4 gennaio il 3º battaglione azero attraversò di nuovo la catena del Murov e avanzò verso le posizioni precedenti. A causa dei fallimenti iniziali, l'alto comando dovette cambiare gli ufficiali che guidavano le forze azere, nominando Feyruz Alishov comandante del 3º battaglione azero e Intigam Maharramov come comandante del 2º battaglione azero. Pochi giorni dopo, il ministro della Difesa azero, Mammadrafi Mammadov, emanò un decreto, congedando il comandante della 701ª brigata motorizzata di fucilieri, Valeh Rafiyev, e sostituendolo con Saleh Ilyasov. Rafiyev affermò in seguito che il procuratore generale dell'Azerbaigian Ali Omarov e il presidente del parlamento azero Rasul Guliyev svolsero un ruolo importante in questa decisione.
Le forze azere lanciarono un altro attacco a metà gennaio, passando sopra la catena del Murov. Il 16 gennaio i 1° e il 3° dei battaglioni azeri conquistarono il monte Susuzlug. Da lì, le truppe azere avevano il controllo del fuoco su Meydanchay e Yansha. Il giorno dopo, il 2º battaglione azero catturò la collina di Shishgaya, situata a est del Meydanchay. Il 19 gennaio il 5º battaglione azero catturò la collina di Gyzylgaya. Il giorno seguente, il 5º battaglione azero catturò il villaggio di Baghyrsag, il 1º battaglione catturò Yanshag e il 3º battaglione catturò Susuzlug. Così, le truppe armene si ritirarono nelle profondità del Kalbajar alla fine di gennaio. Il 21 gennaio il 2º battaglione azero, che entrò a Gamyshly, catturò l'altopiano di Chichakli, prendendo così il controllo della strada Kalbajar–Martakert–Lachin. Il 5º battaglione azero attaccò anche Baghyrly. Il giorno successivo, le forze azere presero il controllo di Yanshagbina e Gasymbinasi. Le forze azere catturarono lo strategico passo Omar e la strada che lo attraversava, rafforzando ulteriormente le loro posizioni.

### Avanzata verso Kalbajar

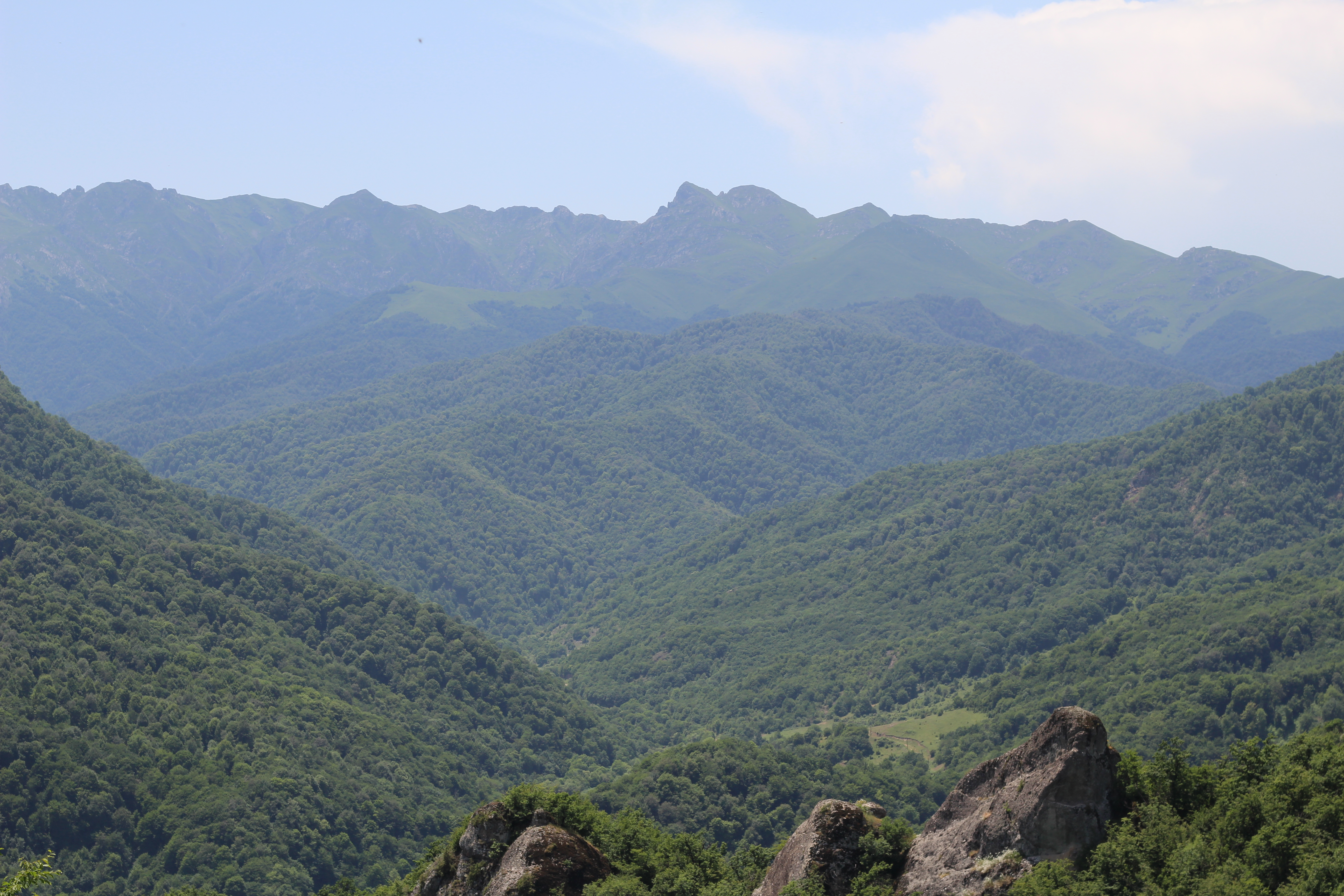
Il Kalbajar è per lo più pieno di alte montagne e fitte foreste.

Il 23 gennaio il 3º battaglione azero assediò un battaglione armeno a Chapli. Secondo il giornalista britannico Thomas de Waal, 240 soldati armeni furono uccisi nel villaggio; Mikhail Zhirohov ritiene che il numero sia 200. Le forze azere catturarono tre carri armati, quattro veicoli da combattimento di fanteria e un carro armato ZSU-23-4 Shilka. Le forze armene lanciarono un contrattacco e presero il controllo di Chapli il giorno seguente, ma furono cacciate dalle loro posizioni nel villaggio il 27 gennaio. Le truppe armene in fuga furono costrette a ritirarsi verso Seyidlar. Così, la strada dall'Armenia al Kalbajar passò sotto il controllo dell'Azerbaigian. Il giorno seguente, il 1°, 3° e 4° battaglioni azeri, che continuarono a spingersi più in profondità nel distretto di Kalbajar, catturarono Ganlykend, Bozlu, Babashlar, Tekagaya, Ilyaslar e Chopurlu. Due giorni dopo, catturarono Seyidlar, Lev, Damirchidam e Jamilli. Il comando azero incaricò quindi il 5º battaglione azero per continuare l'attacco sulle alture intorno a Buzduk e il 1° e 3° battaglioni azeri per prendere le altezze intorno a Sotk. Queste operazioni erano preparative per l'imminente attacco alla città di Kalbajar.
A febbraio, le forze azere avevano riconquistato circa il 30% del distretto di Kalbajar. Il 1°, il 3° e il 4° battaglioni azeri si erano avvicinati al confine con l'Armenia a ovest, stabilendo le postazioni lungo la linea Jamilli-Demirchidam-Ganlykend. Le forze centrali erano il 2º battaglione azero, che era trincerato vicino Gamyshly e Chichakli, mentre a est, il 5 °battaglione azero prese posizione a Baghyrly.

### Ritirata
Le forze armene si sono raggruppate all'inizio di febbraio. Le autorità militari del Nagorno Karabakh attaccarono il Gruppo centrale di autodifesa, coordinato da Vitaly Balasanyan, comandante del distretto di autodifesa di Askeran e di stanza a Stepanakert, a Kalbajar. Le autorità del Nagorno Karabakh trasferirono il gruppo dell'esercito a Martakert.
Secondo il piano iniziale, le truppe armene dovevano catturare l'altopiano di Chichakli. Il 2 febbraio, le forze armene attaccarono Gamyshly da est, ma il 2º battaglione azero li respinse. Le forze armene attaccarono l'altopiano il giorno seguente, ma il 2º battaglione azero difese le proprie posizioni e respinse le truppe armene attaccanti. Tuttavia, il 6 febbraio, le forze armene catturarono Chichakli, ma la persero due giorni dopo, mentre al 1° e al 3° dei battaglioni azeri fu ordinato di continuare il loro attacco e prendere le alture intorno a Sotk. Chichakli era ben difesa, quindi le truppe armene aumentarono la pressione di Martakert. Il comando armeno fu costretto a spostare la propria attenzione sulle alture a nord-est dell'altopiano e a prendere il controllo della strada Kalbajar-Ganja, passando dal passo Omar su Chichakli. L'11 febbraio, gli armeni attaccarono da Aghdaban con una grande forza e catturarono la collina 2071 e le alture intorno a Baghyrly. Il giorno dopo entrarono a Baghirsagh. Le truppe azere tentarono diversi contrattacchi ma fallirono ogni volta. Continuando la loro spinta, la forza armena catturò la collina di Aghgaya e la collina 2868. A metà febbraio, le truppe armene occuparono Yanshag e Yanshagbina. Così, le forze armene presero il controllo della strada dal passo Omar a Kalbajar, tagliando le linee di rifornimento dell'Azerbaigian e assediando la 701ª brigata motorizzati azera. Le forze azere ricevettero l'ordine di ritirarsi il 14 febbraio, mentre le forze armene a Jamilli catturarono Alishov. Poiché la strada principale che collegava le forze azere al loro punto di partenza era sotto il controllo armeno, le truppe azere furono costrette a ritirarsi attraverso la stretta strada Susuzlug-Tekagaya-Agdagh. Gli azeri lasciarono tutto il loro equipaggiamento pesante e centinaia di soldati morirono di congelamente o sparirono. Alcuni soldati bruciarono le loro giacche per ripararsi dal freddo e i corpi di coloro che morirono di congelamento non furono rimossi. Alcuni soldati azeri impazzirono, cantando e correndo nel fiume freddo per nuotare, mentre quelli seduti a terra si congelarono sul posto. Le forze armene stavano bombardando le cime delle montagne per creare valanghe, causando la morte di molti militari azeri. Il ritiro azero durò fino al 20 febbraio. La parte armena riuscì ad assediare due brigate azere. Le truppe azere lanciarono diversi attacchi senza successo dal distretto di Khanlar (l'odierna Goranboy) alle posizioni armene per riaprire le linee di rifornimento. De Waal sottolinea che le forze armene bombardarono pesantemente i battaglioni azeri assediati con missili BM-21 Grad. Come risultato di questo solo attacco, furono uccisi circa 1 500 soldati azeri.

## Vittime
L'offensiva è uno degli scontri militari più mortali della prima guerra del Nagorno Karabakh, in cui sia le forze armene che quelle azere subirono pesanti perdite. Secondo Thomas de Waal, la parte azera subì circa 4 000 vittime durante le operazioni militari al passo Omar; la parte armena perse circa 2 000 militari. De Waal nota che alcuni anni dopo l'offensiva, i viaggiatori verso la catena del Murov trovavano ancora corpi congelati. Negli anni successivi, gli armeni raccolsero centinaia di documenti d'identità militari appartenenti ai soldati azeri morti al passo Omar. Una troupe televisiva armena li filmò per una trasmissione, che de Wall ha descritto come "una delle scene più inquietanti della guerra".
Un numero significativo delle perdite sul lato azero era dovuto al congelamento e alle valanghe. La parte azera mantenne segreto il numero delle perdite in quel momento, e non ci sono ancora informazioni ufficiali sul numero di truppe azere che morirono. Secondo le ultime informazioni da fonti azere, durante l'offensiva l'esercito perse 1 592 militari,1 337 morti congelati e 111 scomparsi.
Secondo le fonti azere, nelle battaglie dal dicembre 1993 al gennaio 1994, la parte armena perse 4 000 militari, 50 veicoli corazzati, 15 pezzi di artiglieria e altro equipaggiamento militare. La perdita della squadra azera fu 1,5 volte inferiore.

## Conseguenze
Le forze armene furono in grado di assicurarsi le loro posizioni a Kalbajar e di prendere il controllo dei passi di Omar e Guzgu nella catena del Murov. L'entità delle perdite durante l'offensiva contribuì a spianare la strada all'accordo di Biškek nel maggio 1994, ponendo fine alla guerra.
L'offensiva azera fu condotta in condizioni invernali molto difficili. Inoltre, l'esercito azero aveva lanciato un'operazione molto rischiosa, con un'imminente minaccia di possibile accerchiamento. La 701ª brigata di fanteria motorizzata azera si era allontanata troppo dalle posizioni azere dall'altra parte della catena del Murov creando problemi nel rifornire le truppe che avanzavano attraverso gli attraversamenti durante l'inverno. Il numero limitato di unità azere in avanzamento rese più difficile l'evacuazione dei soldati feriti, con l'equipaggiamento militare danneggiato, o ricevere rinforzi, mentre l'esercito armeno avrebbe potuto trasferire truppe aggiuntive dal Nagorno Karabakh. L'incapacità dell'esercito azero di sostenere le sue forze da Martakert rese la loro posizione più deplorevole.
L'offensiva stessa e la responsabilità del governo di Aliyev divennero un argomento molto delicato tra le autorità azere. Non è ancora chiaro chi abbia deciso di attaccare Kalbajar in inverno. L'ex ministro della difesa dell'Azerbaigian, Mammadrafi Mammadov, definì in seguito la decisione come "folle" e affermò di essersi opposto all'epoca. Secondo Mammadov, alcuni leader politici riuscirono a convincere il Consiglio di difesa dell'Azerbaigian che l'attacco a Kalbajar avrebbe avuto successo. Mammadov affermò che il piano operativo apparteneva all'allora procuratore generale dell'Azerbaigian, Ali Omarov, che aveva stretti rapporti con Aliyev, e osservò che Omarov credeva che il Kalbajar sarebbe stato catturato facilmente. Garay Asadov, un ex comandante di battaglione azero, affermò che l'attacco in inverno fu "completamente sbagliato". Secondo lui, se l'operazione si fosse svolta in estate, le forze armene non avrebbero occupato le regioni di Aghdam e Fuzuli. Le loro forze a Murovdag erano molto ridotte e un attacco da lì avrebbe aggravato la loro situazione portando la leadership armena a ordinare il ritiro da Aghdam e Fuzuli. L'allora vice ministra della difesa dell'Azerbaigian, Leyla Yunus, accusò i comandanti di aver peggiorato ulteriormente la situazione. Secondo lei, il capo di stato maggiore azero, Najmeddin Sadikov, lanciò l'offensiva invece di sospenderla a causa del peggioramento del tempo, definendola la "decisione più stupida che un ufficiale militare possa mai prendere". Eldar Namazov, che era il capo dell'amministrazione presidenziale per il governo di Aliyev, diede la colpa a Hüseynov del fallimento. Namazov dichiarò che l'operazione era stata accuratamente pianificata e inizialmente ebbe successo, anche se il comando militare guidato da Hüseynov commise gravi errori in seguito. Non coordinò le sue decisioni con Aliyev a causa di gravi disaccordi. Azad Isazadeh, che durante la guerra lavorò presso l'ufficio stampa per il ministero della difesa, non è d'accordo con questo giudizio, affermando che l'operazione poteva essere eseguita solo su ordine dello stesso Aliyev. Isazadeh paragonò l'offensiva alla tecnica sovietica della raccolta del cotone, reclutando molti giovani azeri completamente impreparati dalle strade di Baku e gettandoli in battaglia. Secondo il ricercatore azero Tural Hamid, il capo di stato maggiore generale Najmaddin Sadigov "avrebbe dovuto capire che l'operazione sarebbe finita tragicamente [...] perché in inverno l'esercito non poteva condurre con successo operazioni militari a un'altitudine di quasi 3 700 metri". Secondo lui, le unità della 701ª brigata non avevano ricevuto un addestramento speciale nelle operazioni invernali in alta montagna e non erano dotate di attrezzatura da montagna o da sci.
A seguito dell'offensiva, fu avviato in Azerbaigian un procedimento penale. Dal 29 giugno al 18 agosto 1995, il consiglio militare della Corte suprema dell'Azerbaigian, presieduto da Shahin Rustamov, supervisionò il processo sul fallimento dell'offensiva. Il tribunale condannò il comandante della brigata Saleh Ilyasov a sette anni, il comandante del battaglione Garay Asadov a sei anni e il capo del battaglione Jalil Ibrahimov a dieci anni di carcere. Il caso del vice comandante di brigata Nariman Zeynalov fu rinviato all'ufficio del procuratore militare per ulteriori indagini.
Il 18 febbraio 2014, gli ex militari armeni a Vardenis celebrarono il ventesimo anniversario della vittoria armena nella passo Omar.
Le forze azere infine riconquistarono il monte Murovdagh, una posizione strategica nella catena montuosa del Murov, durante la seconda guerra del Nagorno-Karabakh, che permise loro di tagliare la strada Vardenis-Martakert. Questo è stato considerato uno dei più importanti successi militari dell'Azerbaigian dal 1992.